# Лука Грбовић
Лука Грбовић (Мратишић код Ваљева ? — ? 1864) је син Радована Грбовића војводе Колубарске кнежине у Ваљевској нахији. 
Био је војвода у Другом српском устанку. Учествовао је у борбама код Ваљева, на Баурићу, код Дубља. Као и његов отац био је за Милошеве владе потиснут у позадину, те се бавио трговином.